# Amenthes Planum
L'Amenthes Planum è una struttura geologica della superficie di Marte.